# شيجو ساوايري
شيجو ساوايري (باليابانية: 澤入 重雄) (8 مايو 1963 في شيزوكا في اليابان – )؛ هو لاعب كرة قدم ياباني سابق كان يلعب كمهاجم.

## وصلات خارجية
- شيجو ساوايري على موقع رابطة كرة القدم اليابانية للمحترفين (اليابانية)
- شيجو ساوايري على موقع عالم كرة القدم.نت (الإنجليزية)